# Saint-Louis (Nouvelle-Calédonie)
Pour les articles homonymes, voir Saint-Louis.
Saint-Louis est une localité néo-calédonienne située dans la commune du Mont-Dore. Elle fait partie de l'agglomération de Nouméa et constitue à la fois un quartier et une tribu. Saint-Louis est connue pour avoir été le lieu de nombreux affrontements violents entre la communauté tribale mélanésienne et la communauté wallisienne du lotissement voisin de l'Ave Maria entre 2001 et 2004. Lors des émeutes de 2024 la présence de coupeurs de route, sur la RP1 traversant la localité, a isolé le sud de la Nouvelle-Calédonie durant plusieurs mois.
Saint-Louis est aussi le nom d'une église construite en 1860 et d'une paroisse catholique du Mont-Dore.

## Histoire

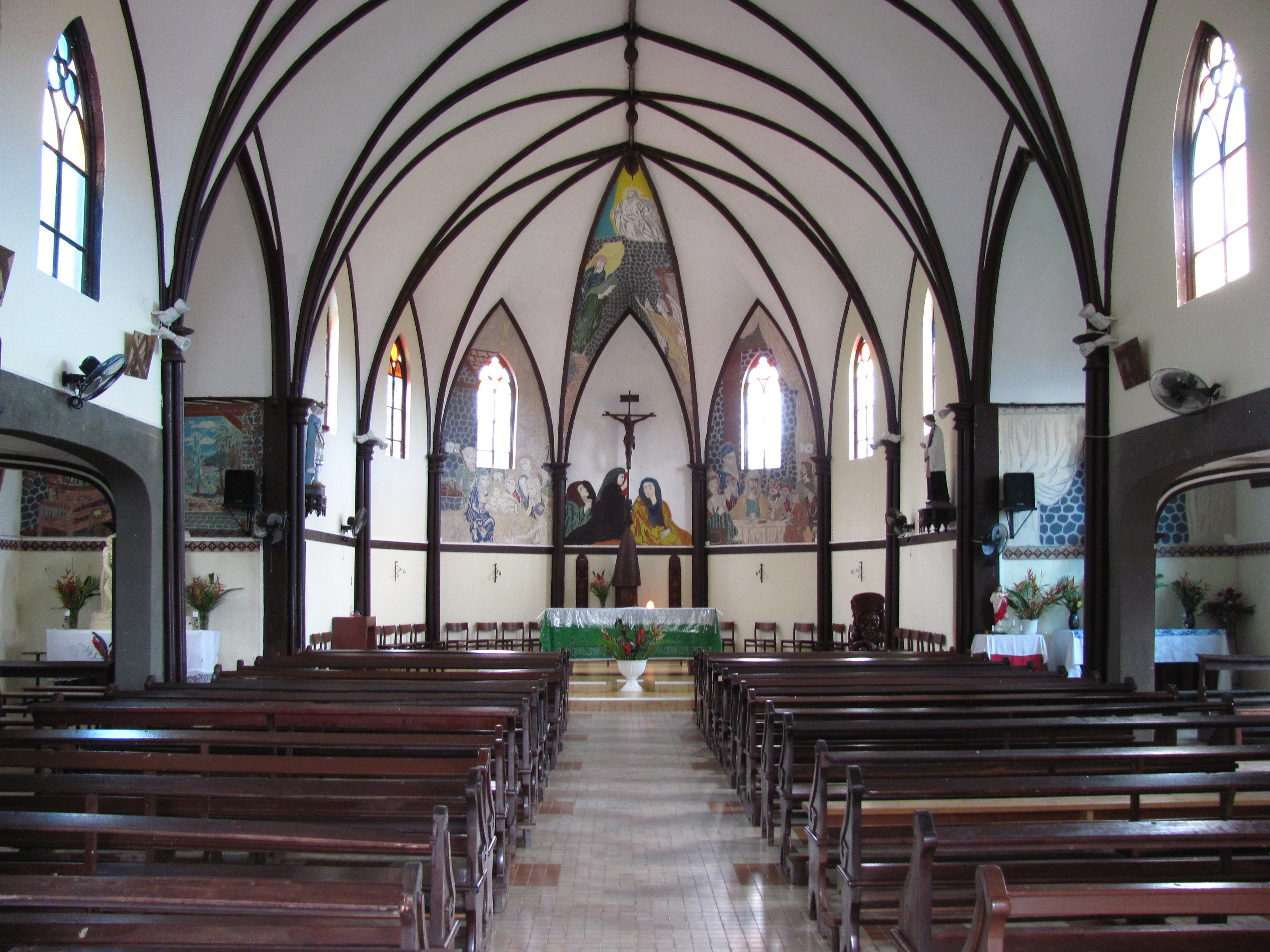
Intérieur de l'église de Saint Louis

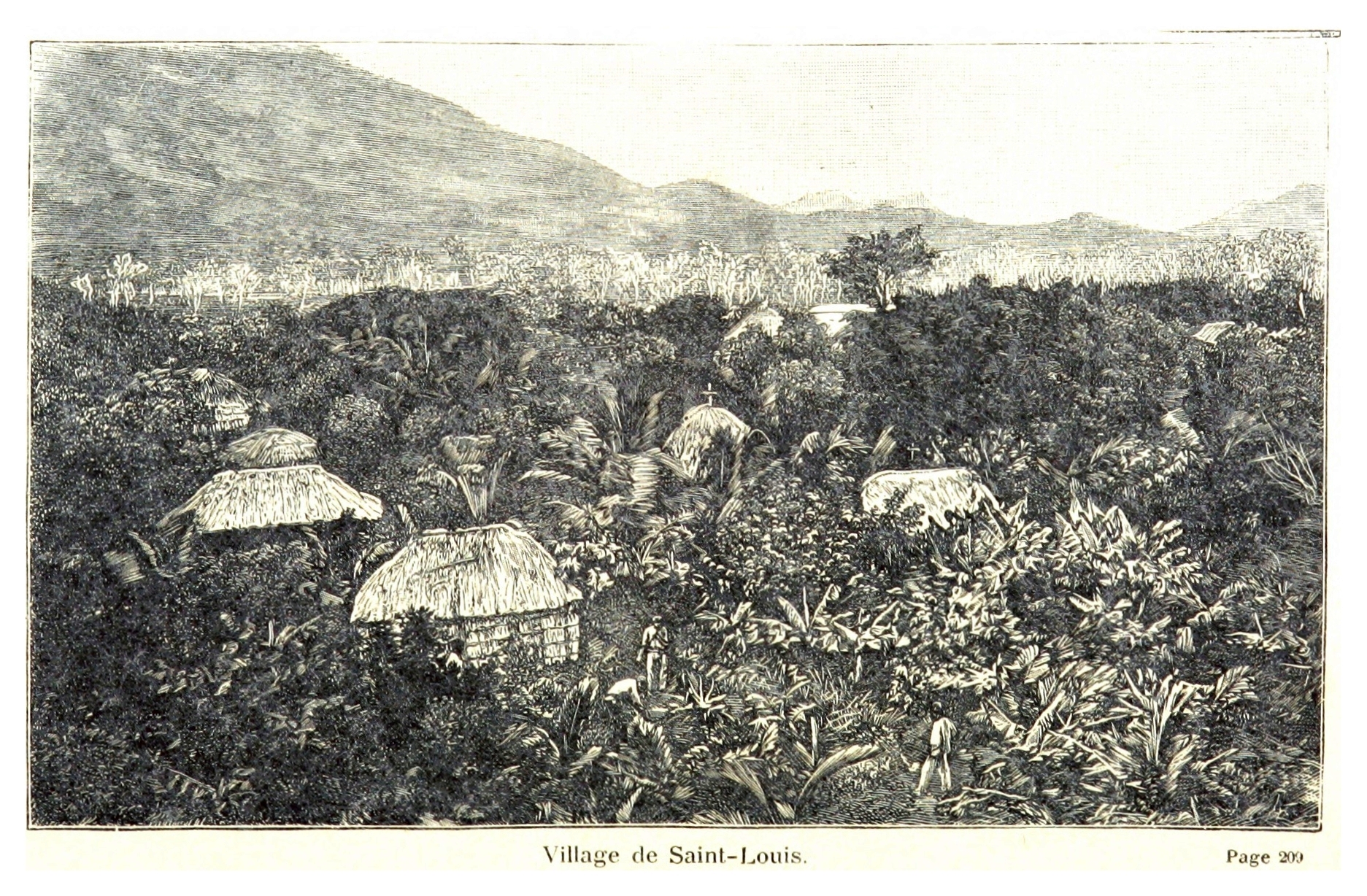
Le « village de Saint-Louis » par Charles Lemire en 1884.

En 1855, le père Rougeyron fuit les missions de Balade et Pouébo, après les événements subis, et s'installe, avec un bon nombre de convertis kanak, sur un terrain troqué au Grand Chef Kendjö, créant la mission de La Conception, ou réduction.
En 1856, avec l'autorisation du Commandant Testard, le Père Vigouroux, fuyant les troubles de Wagap, avec des convertis kanak, fonde, sur un terrain de 3416 (?) hectares, partiellement réquisitionné, offert par l'Administration, la mission de Saint-Louis, autre réduction. Ce premier essai d'implantation de 1856 est vite abandonné, avec repli sur La Conception, en partie à cause de l'attaque et de l'incendie par la tribu du chef Kendjö.
Par l'arrêté no 184 du 15 décembre 1857, Eugène du Bouzet (1805-1867), gouverneur des EFO de 1854 à 1858, décrète une concession gratuite pour des propriétés en vue d'« affectation de tous temps à des établissements publics d'intérêts religieux et nationaux  », aux lieux-dits Okonié et Nou-on-kou-é, à l'embouchure de la rivière Thy (ou Ti).
Le second essai, en 1859, mieux préparé, est la véritable fondation, par le père Vigouroux de la réduction, qui va comprendre presbytère, église, école des sœurs, atelier, vacherie, pont, cimetière... Dès 1860, on met en place la culture du maïs, de la patate, du coton, du café, de la canne à sucre, et du tabac. Le troupeau de 200 moutons, également importé, est réduit à néant par une épidémie la même année. Le cyclone du 25 février 1864 détruit en grande partie installations et plantations. L'autosuffisance vient de la culture du riz.
La difficulté à faire monter l'eau de la rivière sur la colline où sont les constructions oblige les frères à installer une digue, un canal de 2 km, une chute d'eau de 8 mètres, qui permet l'installation d'une roue hydraulique, pour les usages domestiques, puis industriels : scierie, menuiserie, puis usine à sucre, usine à décortiquer le riz, rhumerie... Le bois ainsi produit permet d'améliorer la construction des bâtiments, et la fabrication de charrettes, tombereaux, et même d'une goélette (moins réussie).
L'école-internat, ouverte dès 1863, forme environ 60 filles (couture, lecture, écriture) et 60 garçons. Cette première école professionnelle (bois, forge, chaudronnerie) de Nouvelle-Calédonie impose la création d'une imprimerie : almanachs, catéchisme, hebdomadaire L'écho de la France catholique.
La réduction de Saint-Louis (avec La Conception et Yahoué) est alors une sorte de contre-pouvoir catholique à Port-de-France. La communauté chrétienne de 400 personnes (dont 300 indigènes) se développe, malgré tous les problèmes évidents.
La langue parlée, outre le français, est un exemple rare de créolisation calédonienne : le tayo n'est pas une langue kanak. Il est encore parlé par un millier de personnes. Jusque dans les années 1960, la plupart des hommes de Saint-Louis ont travaillé pour la mission.

## Yawé/Yaweh
Sur un terrain de 300 hectares, l'ingénieur agronome Adolphe Boutan, en 1862, met en place un Jardin d'essais, avec puits, paddocks, jardins, zones de culture. L'opération vise à essayer des productions végétales (avoine, orge, blé, manguier, vigne, cannelier (cannelle), vanille, oranger, cœur-de-bœuf, olivier, kapokier, eucalyptus, pêcher) et animales (couple de cerfs d'Inde, cailles, perdreaux, 12 moutons, chevaux (dont étalons)).
Le Centre Agricole ainsi créé, véritable ferme-école, orphelinat pénitentiaire, auto-suffisant (pour une population de 100 personnes), est repris par des agronomes, M. Janneney et M. Perret. L'ensemble passe aux Frères Maristes de 1882 à 1887, comme Orphelinat des Frères, puis après des problèmes administratifs, est rétabli, par le Consul Général, de 1889 à 1909. L'établissement est mené à partir de 1901 par l'ingénieur agronome Marius Etesse (qui continue ensuite son œuvre en Casamance, au Sénégal, en Afrique Occidentale Française).

## Personnalités liées à la localité
- Jean-Baptiste Vigouroux - missionnaire mariste fondateur la première mission catholique de Nouvelle-Calédonie en 1851 et signataire de l’acte de prise de possession de l'île par la France.
- Léon Wamytan - juriste, anthropologue et haut fonctionnaire kanak.
- Rock Wamytan - homme politique et chef coutumier kanak indépendantiste.